# Andrey Semyonov-Tyan-Shansky
Andrey Petrovich Semyonov-Tyan-Shansky (em russo:  Андре́й Петро́вич Семёнов-Тянь-Ша́нский) (1866–1942) era um entomologista russo especializado em besouros. Ele era filho de Pyotr Semyonov-Tyan-Shansky.

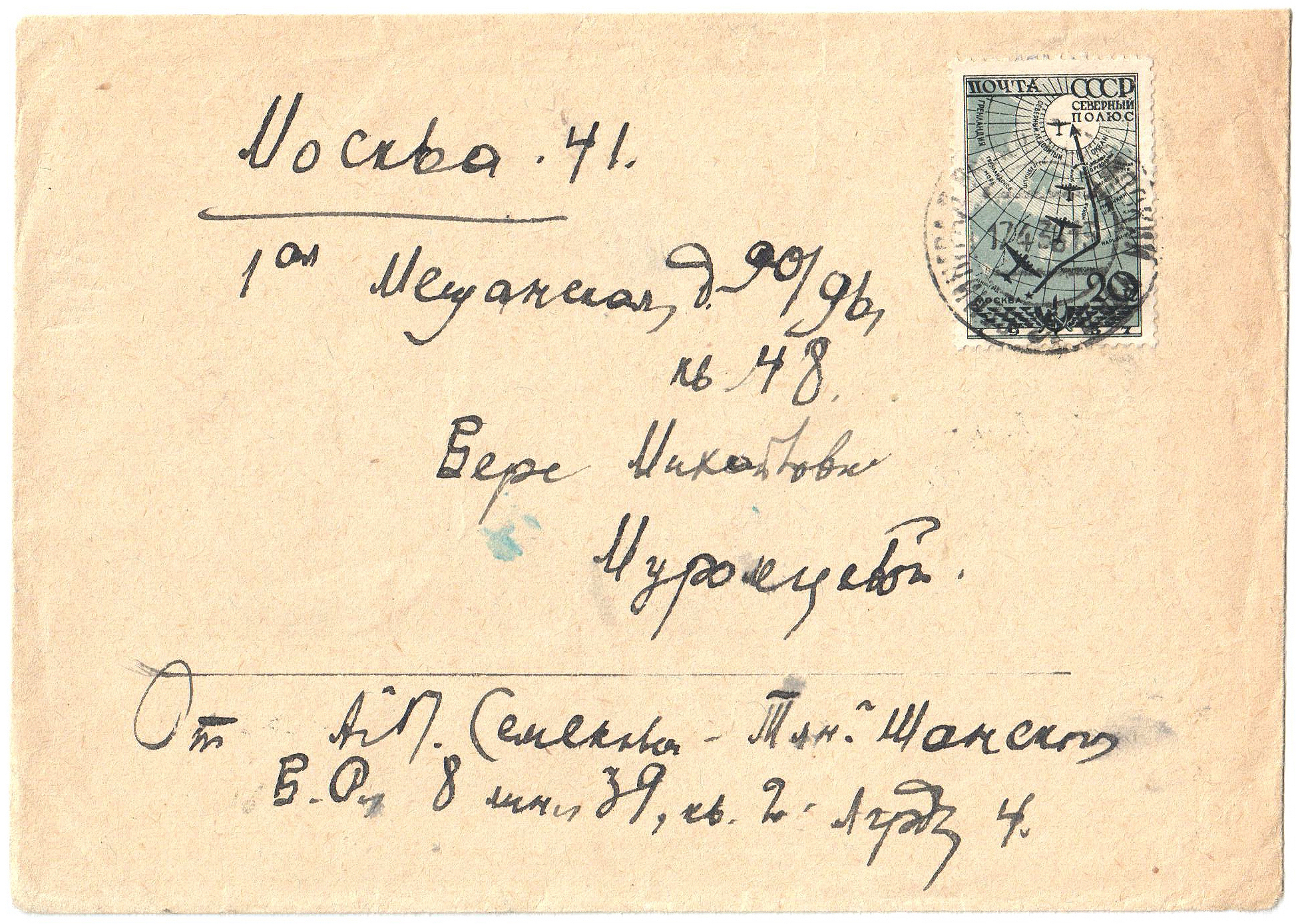
Capa enviada por Andrey Petrovich Semyonov-Tyan-Shansky em 1938.

Ele entrou na Universidade Estatal de São Petersburgo em 1885. Em 1888 e 1889 ele viajou para as regiões do Trans-Cáspio e Turquestão em busca de insetos. Posteriormente, em 1890, tornou-se curador na Academia Imperial de Ciências. As citações deste autor têm mais frequentemente a grafia Semenov-Tian-Shanskij.